# Atiraui repülőtér
Az Atiraui repülőtér (IATA: GUW, ICAO: UATG) Kazahsztán egyik nemzetközi repülőtere, amely Atirau közelében található. Éves utasforgalma 624 604 fő (2016).

## Futópályák
A repülőtér futópályái:
- 14/32

## Forgalom
Az utasforgalom az elmúlt években az alábbi módon változott:
| Utasok száma | 549 074 | 553 195 | 564 526 | 609 070 | 624 604 | 778 795 | 833 968 | 937 032 |
|              | 2012    | 2013    | 2014    | 2015    | 2016    | 2017    | 2018    | 2019    |